# Psilochorema bidens
Psilochorema bidens är en nattsländeart som beskrevs av Mcfarlane 1951. Psilochorema bidens ingår i släktet Psilochorema och familjen Hydrobiosidae. Inga underarter finns listade i Catalogue of Life.